# Тропино (Колыванский район)
Тропино — село в Колыванском районе Новосибирской области. Входит в состав Калининского сельсовета.

## География
Площадь села — 72 гектара.

## Население
| 2002 | 2007 | 2010 |
| ---- | ---- | ---- |
| 195  | ↗205 | ↘148 |

## Инфраструктура
В селе по данным на 2007 год функционируют 1 учреждение здравоохранения и 1 учреждение образования.